# Zwyrodnienie powrózkowe rdzenia kręgowego

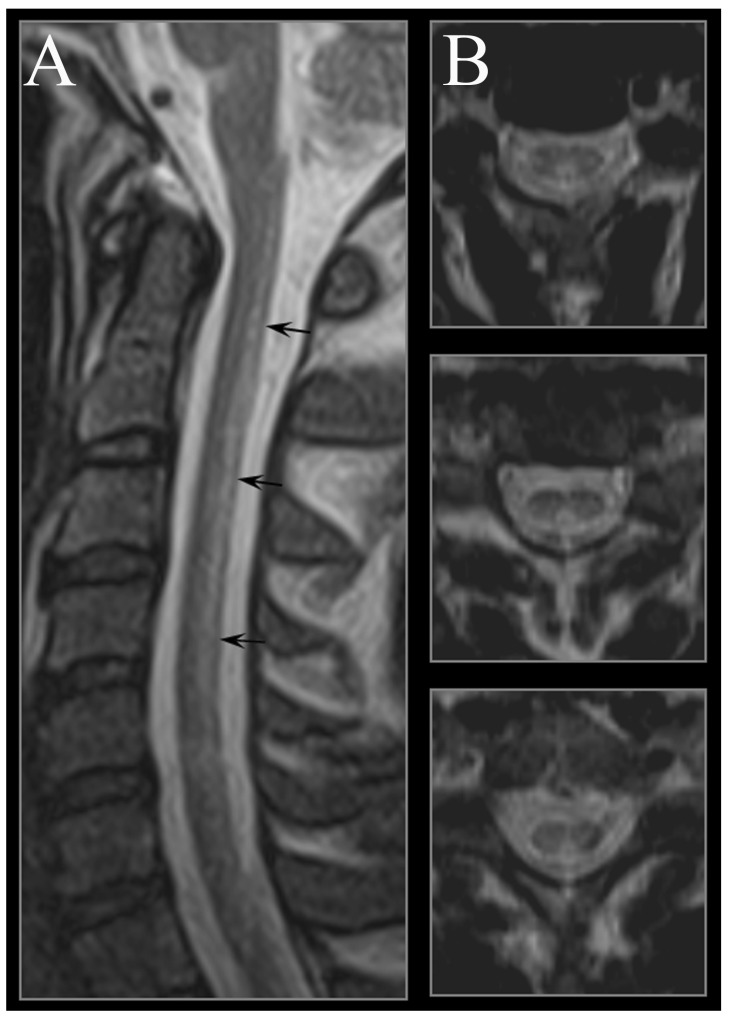
Zmiany w tylnej części odcinka szyjnego rdzenia kręgowego (wskazane strzałkami) spowodowane podostrym złożonym zwyrodnieniem rdzenia kręgowego.

Zwyrodnienie powrózkowe rdzenia kręgowego (choroba Lichtheima, podostre złożone zwyrodnienie rdzenia kręgowego, ang. subacute combined degeneration of spinal cord, łac. myelosis funicularis) – zespół objawów neurologicznych spowodowanych uszkodzeniem sznurów tylnych i sznurów bocznych rdzenia kręgowego. Zazwyczaj występuje w przebiegu choroby Addissona-Biermera. Suplementacja witaminy B12 daje w tym przypadku całkowite wycofanie się objawów.
Na symptomatologię zespołu składają się objawy piramidowe: porażenie kurczowe, wygórowane odruchy głębokie, dodatni objaw Babińskiego; brak niektórych odruchów głębokich; osłabienie czucia powierzchniowego i głębokiego; zaburzenia koordynacji ruchów; ataksja.
Pierwsze opisy zespołu przedstawili niezależnie od siebie Ludwig Lichtheim, Charles Loomis Dana i James Jackson Putnam.